# آپتون-بای-چستر
آپتون-بای-چستر (به انگلیسی: Upton by Chester) یک روستا و محله مدنی در بریتانیا است که در چشر غربی و چستر واقع شده‌است. آپتون-بای-چستر ۷٬۹۵۶ نفر جمعیت دارد.